# Bilal Tabti
Bilal Tabti, född 7 juni 1993, är en algerisk friidrottare. Han deltog vid olympiska sommarspelen 2016.